# USS LST-557
O USS LST-557 foi um navio de guerra norte-americano da classe LST que operou durante a Segunda Guerra Mundial.